# Enegrenen
Enegrenen är en sjö i den sydöstra delen av Eksjö kommun i Småland, och ingår i Emåns huvudavrinningsområde. Sjön är 11 meter djup, har en yta på 0,284 kvadratkilometer och är belägen 200 meter över havet. Sjön avvattnas av vattendraget Pauliströmsån. Den ligger strax väster om den lilla byn Lilla Bjälkerum.

## Delavrinningsområde
Enegrenen ingår i det delavrinningsområde (637726-147436) som SMHI kallar för Utloppet av Enegrenen. Avrinningsområdets medelhöjd är 232 meter över havet och ytan är 4,15 kvadratkilometer. Räknas de 7 delavrinningsområdena uppströms in blir den ackumulerade arean 135,18 kvadratkilometer. Pauliströmsån som avvattnar avrinningsområdet har biflödesordning 2, vilket innebär att vattnet flödar genom totalt 2 vattendrag innan det når havet efter 141 kilometer. Delavrinningsområdet består mestadels av skog (80 procent). Avrinningsområdet har 0,28 kvadratkilometer vattenytor vilket ger det en sjöprocent på 6,8 procent.